# Bahnstrecke Cluny–Châlon-sur-Saône
| Bahnhof Buxy, August 2017 |                      |                                                                          |                                                                          |
| Streckennummer (SNCF): | 772 000              |                                                                          |                                                                          |
| Kursbuchstrecke: | 89                   |                                                                          |                                                                          |
| Streckenlänge: | 50,3 km              |                                                                          |                                                                          |
| Spurweite: | 1435 mm (Normalspur) |                                                                          |                                                                          |
| Maximale Neigung: | 15 ‰                 |                                                                          |                                                                          |
| Zweigleisigkeit: | ursprünglich ja      |                                                                          |                                                                          |
| |                      |                                                                          |                                                                          |
| \| \| \| CFD RSL von Villefranche-sur-Saône ü. Monsols \| \| \| \| 119,6 \| Bahnstrecke Moulins–Mâcon \| Bahnstrecke Moulins–Mâcon \| \| \| 120,5 66,0 \| Cluny \| 248 m \| \| \| \| Depot \| \| \| \| \| LGV (Combs-la-Ville–Saint-Louis) \| \| \| \| 73,8 \| Massilly \| 222 m \| \| \| 74,9 \| Grosne (24 m) \| Grosne (24 m) \| \| \| \| D 981 (ehem. N 481) \| \| \| \| 76,1 \| Taizé \| 216 m \| \| \| 78,9 \| Cormatin \| 208 m \| \| \| 80,0 \| Grosne \| Grosne \| \| \| 81,9 \| Malay \| 205 m \| \| \| 83,1 \| Grosne \| Grosne \| \| \| 87,1 \| Saint-Gengoux \| 232 m \| \| \| 89,9 \| Etiveau (Keilbahnhof) \| 244 m \| \| \| \| Bahnstrecke Étiveau–Montchanin nach Montchanin \| \| \| \| \| D 981 (ehem. N 481) \| \| \| \| 93,1 \| Saint-Boil \| 229 m \| \| \| 96,4 \| Jully-lès-Buxy \| 223 m \| \| \| \| D 977 (ehem. N 477) \| \| \| \| 99,7 \| Buxy \| 237 m \| \| \| 104,2 \| Saint-Désert \| 217 m \| \| \| \| N 80 \| \| \| \| 108,0 \| Givry \| 210 m \| \| \| \| A 6 \| \| \| \| \| Bahnstrecke Paris–Marseille von Marseille-St-Charles \| \| \| \| \| \| \| \| \| \| Bahnstrecke Chalon-sur-Saône–Bourg-en-Bresse von Gare de Bourg-en-Bresse \| \| \| \| \| \| \| \| \| 116,3 382,2 \| Chalon-sur-Saône \| 179 m \| \| \| \| Bahnstrecke Seurre–Chalon-sur-Saône nach Seurre \| \| \| \| \| Bahnstrecke Paris–Marseille nach Paris-Gare-de-Lyon \| \| |                      |                                                                          |                                                                          |
| |                      | CFD RSL von Villefranche-sur-Saône ü. Monsols                            |                                                                          |
| Abzweig von links und von rechts (Strecke außer Betrieb) · U-Bahn-Kreuzung | 119,6                | Bahnstrecke Moulins–Mâcon                                                | Bahnstrecke Moulins–Mâcon                                                |
| Bahnhof (Strecke außer Betrieb) · U-Bahn-Bahnhof | 120,5 66,0           | Cluny                                                                    | 248 m                                                                    |
| Strecke · U-Bahn-Betriebs-/Güterbahnhof Streckenende (Strecke außer Betrieb) |                      | Depot                                                                    | Depot                                                                    |
| Kreuzung geradeaus unten (Strecke geradeaus außer Betrieb) |                      | LGV (Combs-la-Ville–Saint-Louis)                                         | LGV (Combs-la-Ville–Saint-Louis)                                         |
| Bahnhof (Strecke außer Betrieb) | 73,8                 | Massilly                                                                 | 222 m                                                                    |
| Brücke über Wasserlauf (Strecke außer Betrieb) | 74,9                 | Grosne (24 m)                                                            | Grosne (24 m)                                                            |
| Bahnübergang (Strecke außer Betrieb) |                      | D 981 (ehem. N 481)                                                      | D 981 (ehem. N 481)                                                      |
| Haltepunkt / Haltestelle (Strecke außer Betrieb) | 76,1                 | Taizé                                                                    | 216 m                                                                    |
| Bahnhof (Strecke außer Betrieb) | 78,9                 | Cormatin                                                                 | 208 m                                                                    |
| Brücke über Wasserlauf (Strecke außer Betrieb) | 80,0                 | Grosne                                                                   | Grosne                                                                   |
| Haltepunkt / Haltestelle (Strecke außer Betrieb) | 81,9                 | Malay                                                                    | 205 m                                                                    |
| Brücke über Wasserlauf (Strecke außer Betrieb) | 83,1                 | Grosne                                                                   | Grosne                                                                   |
| Bahnhof (Strecke außer Betrieb) | 87,1                 | Saint-Gengoux                                                            | 232 m                                                                    |
| Haltepunkt / Haltestelle (Strecke außer Betrieb) | 89,9                 | Etiveau (Keilbahnhof)                                                    | 244 m                                                                    |
| Abzweig geradeaus und nach links (Strecke außer Betrieb) |                      | Bahnstrecke Étiveau–Montchanin nach Montchanin                           | Bahnstrecke Étiveau–Montchanin nach Montchanin                           |
| Bahnübergang (Strecke außer Betrieb) |                      | D 981 (ehem. N 481)                                                      | D 981 (ehem. N 481)                                                      |
| Bahnhof (Strecke außer Betrieb) | 93,1                 | Saint-Boil                                                               | 229 m                                                                    |
| Haltepunkt / Haltestelle (Strecke außer Betrieb) | 96,4                 | Jully-lès-Buxy                                                           | 223 m                                                                    |
| Strecke mit Straßenbrücke (Strecke außer Betrieb) |                      | D 977 (ehem. N 477)                                                      | D 977 (ehem. N 477)                                                      |
| Bahnhof (Strecke außer Betrieb) | 99,7                 | Buxy                                                                     | 237 m                                                                    |
| Bahnhof (Strecke außer Betrieb) | 104,2                | Saint-Désert                                                             | 217 m                                                                    |
| Strecke mit Straßenbrücke (Strecke außer Betrieb) |                      | N 80                                                                     | N 80                                                                     |
| Bahnhof (Strecke außer Betrieb) | 108,0                | Givry                                                                    | 210 m                                                                    |
| Strecke mit Straßenbrücke (Strecke außer Betrieb) |                      | A 6                                                                      | A 6                                                                      |
| Abzweig ehemals geradeaus und von rechts |                      | Bahnstrecke Paris–Marseille von Marseille-St-Charles                     | Bahnstrecke Paris–Marseille von Marseille-St-Charles                     |
| |                      |                                                                          |                                                                          |
| Abzweig geradeaus und von rechts |                      | Bahnstrecke Chalon-sur-Saône–Bourg-en-Bresse von Gare de Bourg-en-Bresse | Bahnstrecke Chalon-sur-Saône–Bourg-en-Bresse von Gare de Bourg-en-Bresse |
| |                      |                                                                          |                                                                          |
| Bahnhof | 116,3 382,2          | Chalon-sur-Saône                                                         | 179 m                                                                    |
| Abzweig geradeaus und nach rechts |                      | Bahnstrecke Seurre–Chalon-sur-Saône nach Seurre                          | Bahnstrecke Seurre–Chalon-sur-Saône nach Seurre                          |
| |                      | Bahnstrecke Paris–Marseille nach Paris-Gare-de-Lyon                      |                                                                          |

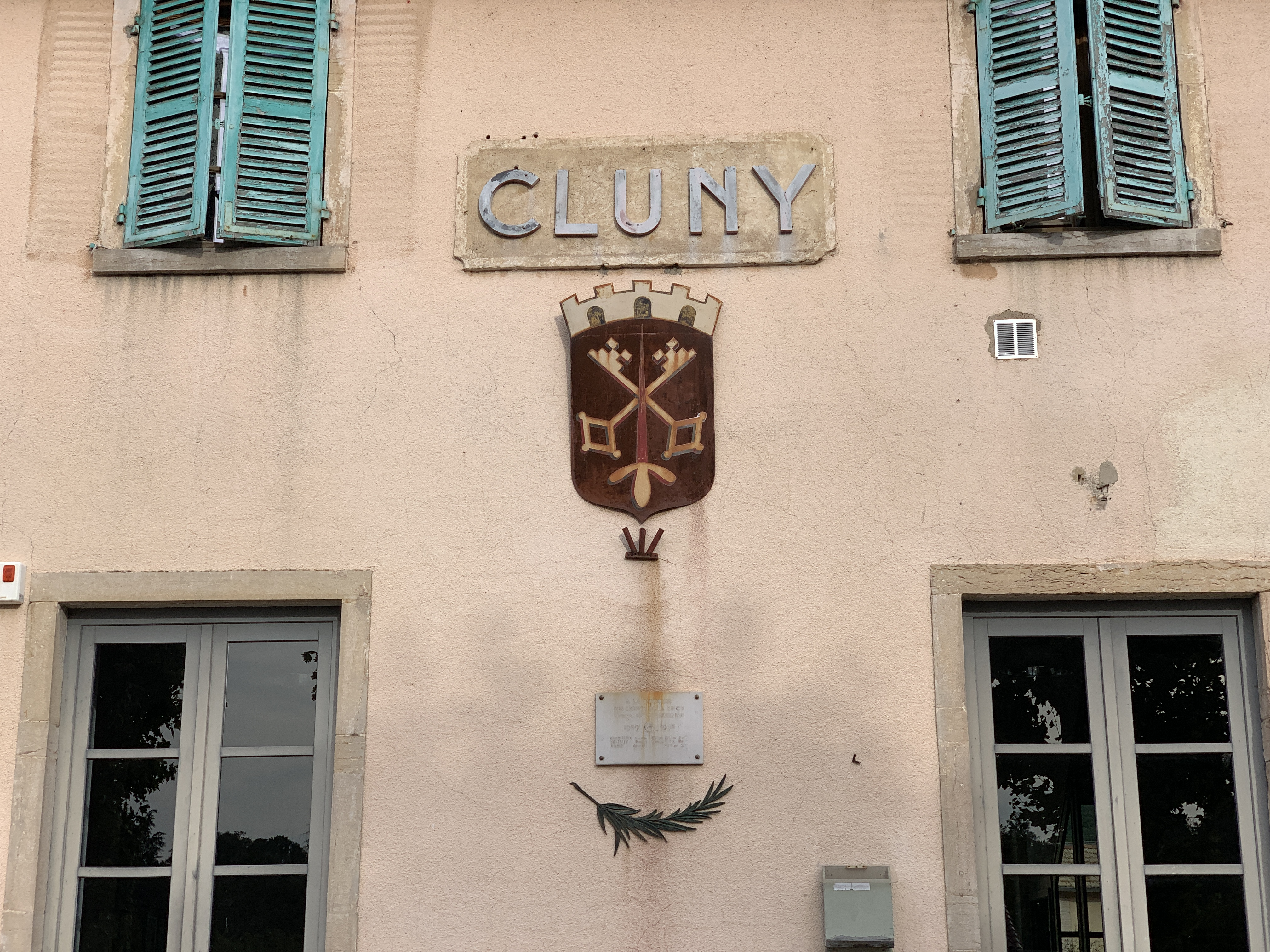
Gemeindewappen und Gedenktafel der Deportierten am Bahnhofsgebäude von Cluny, August 2020

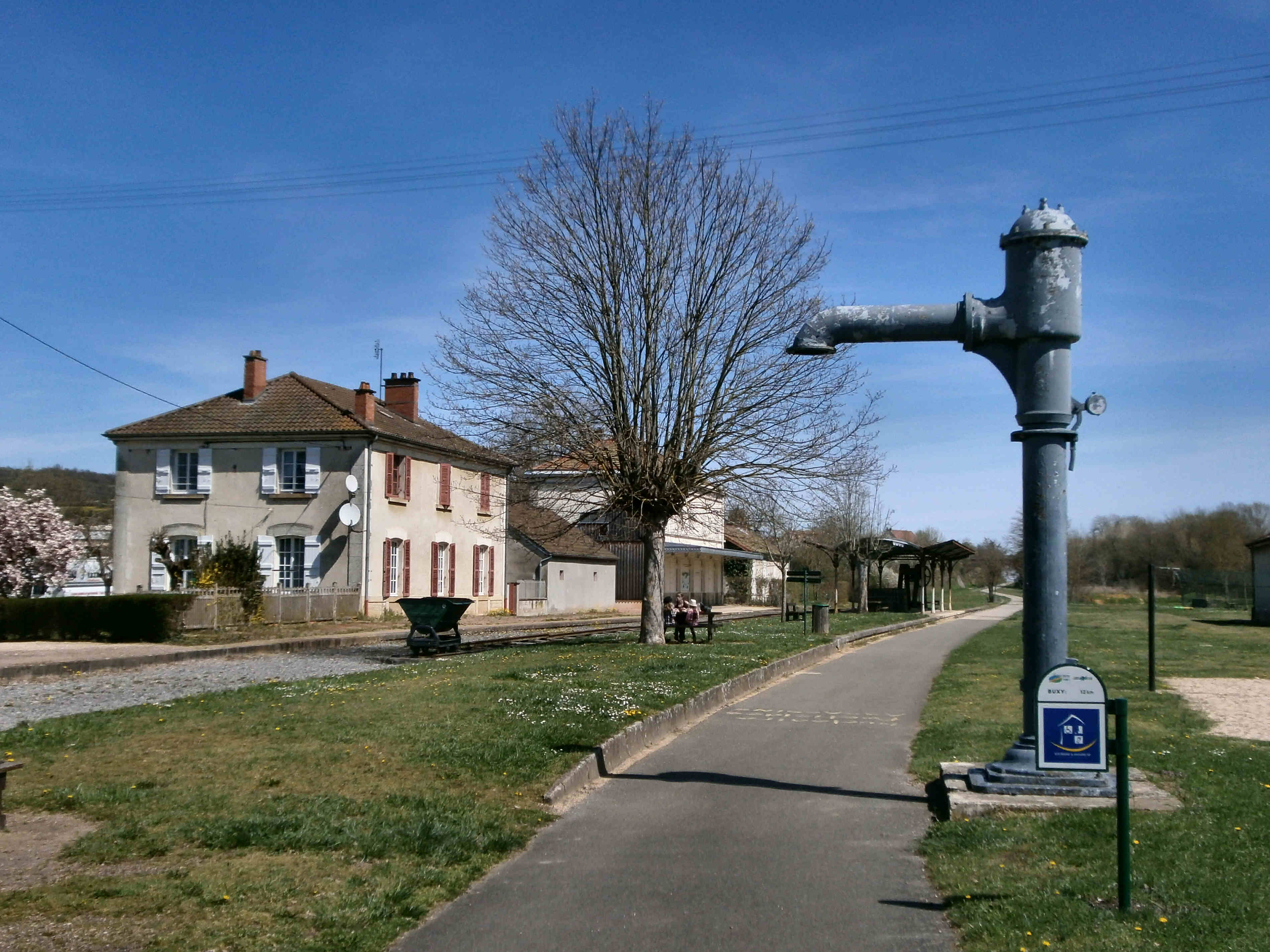
Bahnhof Saint-Gengoux-le-National, April 2013

Die Bahnstrecke Cluny–Chalon-sur-Saône war eine 50,3 km lange, zweigleisige Bahnstrecke in Frankreich. Sie stellte eine Nord-Süd-Verbindung her zwischen der Bahnstrecke Moulins–Mâcon im Süden mit dem Verkehrsknoten Chalon-sur-Saône an der Bahnstrecke Paris–Marseille und zwei weiteren, normalspurigen Strecken. Sie liegt vollständig im Département Saône-et-Loire. Das Streckenprofil ist mit 15 ‰ nur wenig geneigt. Die Kilometrierung beginnt an der Bahnstrecke Le Coteau–Montchanin (BK 18,3) in Pouilly-sous-Charlieu (via La Clayette und Clermain).

## Geschichte
Eine private Bietergemeinschaft der Herren Parent-Pecher und der Gebrüder Riche aus Brüssel unterzeichneten am 26. August 1873 eine Konzessionsvereinbarung mit dem Präfekten des Départements, die am 8. Januar des Folgejahrs vom Senat genehmigt wurde. Dieses von lokalem Interesse initiierte Eisenbahnprojekt konnte von der Gesellschaft nicht zu Ende geführt werden, weil die Mittel zum 8. Januar 1874 erschöpft waren. Es wurde daher an den Generalrat des Départements zurückübereignet, der es wiederum dem Staat überließ, die von der Bevölkerung ersehnte Strecke zu vollenden.
Mit dem Freycinet-Plan von 1879, der eine flächendeckende Vernetzung von Eisenbahnstrecken forderte, kam Schwung in die Planung und den Bau. Der Staat und das Département übernehmen die Erdarbeiten und die Ingenieurbauwerke, während sich die Compagnie des chemins de fer de Paris à Lyon et à la Méditerranée (PLM) als Konzessionsgesellschaft für die Schienen, den Bau der Bahnhöfe usw. verantwortlich zeigte. Die Kosten für die Bahngesellschaft wurden mit fast 25 Millionen Francs veranschlagt. Die PLM, die ringsum viele weitere Strecken betrieb oder diese gerade aufbaute, war seit Juli 1880 im Besitz dieser Streckenverbindung. Nach diesem Gesetz war die Strecke das nördliche Ende der insgesamt längeren Verbindung von Roanne bis Chalon über die Bahnstrecken Coteau–Montchanin, Pouilly–Clermain und Moulins–Mâcon. Der Staat finanzierte mit 100 Mio. Franc.
| Abschnitt      | Länge | Schließung               |
| -------------- | ----- | ------------------------ |
| Cluny–Massilly | 6,6   | 28. Juni 1989: S. 110    |
| Massilly–Givry | 34,3  | 1. Januar 1992: S. 118   |
| Givry–Chalon   | 8,3   | 1. November 2003: S. 120 |

Die Eröffnung fand am 20. Oktober 1888 statt. Mit dem Winterfahrplan am 1. November 1969 wurde die Strecke für den Personenverkehr geschlossen. Ab 1989 begann von Süden nach Norden die Betriebseinstellung für den Güterverkehr (s. Tabelle).

## Sekundärbahn
In Cluny gab es von 1911 bis 1934 Anschluss an die Meterspur-Bahn der Chemins de fer départementaux du Rhône et de Saône et Loire (R.S.L.) mit zwei (freitags drei) Zugpaaren täglich. Die Fahrt auf der 30 km langen Trasse bis Monsol dauerte 45 Minuten. 1924 ging die Gesellschaft Konkurs, den Betrieb übernahm die Chemin de fer du Beaujolais (CFB). Doch war das Geschäft zu defizitär und der Betrieb wurde auf Drängen der beiden Département, die an der Finanzierung beteiligt waren, nach nur 34 Jahren eingestellt.

## Aktueller Zustand
1997 wurde die inzwischen entwidmete, ehemalige Trasse zu einer Grünen Route (voie verte) ausgebaut. Das Streckennetz beschränkt sich nicht auf diese eine Verbindung, sondern wurde von Cluny auch auf die ebenfalls stillgelegte Bahnstrecke Moulins–Mâcon ausgedehnt und in das übrige Fernradwegenetz des Landes integriert. Mâcon ist der Endpunkt der an der Deutsch-französischen Grenze bei Perl beginnenden V50. La Voie Bleu, Moselle-Saône à vélo de Metz à Pont-à-Mousson und dann über Nancy, Épinal und Chalon.